# Monoposthiidae
Monoposthiidae é uma família de nematóides pertencentes à ordem Desmodorida.
Géneros:
- Monoposthia de Man, 1889
- Monoposthioides Hopper, 1963
- Nudora Cobb, 1920
- Rhinema Cobb, 1920